# Jesús Montero
Jesús Alejandro Montero Lopez, venezuelski bejzbolist, * 28. november 1989, Guacara, Venezuela. 
Montero je poklicni lovilec in imenovani odbijalec in je trenutno prosti igralec (free agent). Sprva so z njim pogodbo sklenili predstavniki ekipe New York Yankees, a so ga kasneje uporabili v menjavi z njegovo sedajšnjo ekipo. Ko je prihajal v njihovo ekipo, so Yankees sprva menili, da bo lahko bodoča zamenjava za Jorgeja Posado, a so se jim porajali dvomi, saj njegova višina in teža nista ravno vsakdanji za rednega lovilca.

## Poklicna kariera

### Nižje podružnice
2. julija 2006 je Montero sklenil pogodbo z ekipo New York Yankees in ob tem prejel 1,6 milijona ameriških dolarjev. Med vsemi igralci, ki so tega leta sklenili pogodbe z organizacijami v ligi MLB, je bil Montero ocenjen kot najboljši in kot odbijalec z največjo močjo.
Leta 2007 je pri starosti 17 let kot član ekipe Gulf Coast Yankees prvič nastopil kot poklicni igralec. Leta 2008 je bil povabljen na spomladansko uigravanje ekipe, kjer je v svojem edinem odbijalskem nastopu odbil domači tek in nadaljeval svojo pot v nižjih podružnicah. Sezono 2008 je preživel na stopnji Class-A v Charlestonu, kjer je imel odbijalsko povprečje 0,326, 17 domačih tekov, ukradeni bazi ter 87 tekov, poslanih domov.
Leto 2009 je začel na stopnji Class A-Advanced kot član ekipe Tampa Yankees, a je že 3. junija tega leta bil povišan na stopnjo Double-A v Trenton. Kljub temu, da je v Trentonu igral le v delu sezone, je bil imenovan na seznam igralcev Tekme vseh zvezd lige Eastern League, v kateri je tedaj igral. Imenovan je bil za 2. najbolj obetavnega v klubu  in tretjega najbolj obetavnega v športu po mnenju Baseball America. Že v 2. zaporednem letu je bil imenovan na Tekmo nadobudnežev lige MLB. Njegova sezona se je končala predčasno, ko je med lovljenjem zlomil svoj prst.
Montera je Baseball America imenovala za najbolj obetavnega igralca v organizaciji. in 5. najbolj obetavnega v bejzbolu. Prejel je povabilo na spomladno uigravanje, kjer ga je trener odbijalcev ekipe Kevin Long razglasil za pripravljenega za ligo MLB v odbijalskem smislu, a je ekipa od njega pričakovala napredek pri samem lovljenju. Tako je Montero sezono 2010 začel na stopnji Triple-A v Scrantonu. Sprva se je tam kar precej naprezal, a se je po premoru za Festival vseh zvezd precej popravil. Udeležil se je Tekme vseh zvezd lige International League Ekipe vseh zvezd končnice, in bil izbran za igralca leta svoje ekipe v Scrantonu/Wilkes-Barru.
Ob menjavnem roku lige leta 2010 je bila njegova ekipa udeležena v resnih pogovorih z ekipo Seattle Mariners, ki bi ga skupaj z Zachom McAllisterjem in Davidom Adamsom poslala v Seattle, v zameno pa bi v New York prišel Cliff Lee. Ko pa sta si ekipi izmenjali zdravniška poročila, so predstavniki ekipe iz Seattla postali zaskrbljeni glede zdravja Adamsa, kar jih je privedlo do tega, da so Leeja poslali k ekipi Texas Rangers za paket več igralcev, v osredju katerega je bil Justin Smoak.
Montero je na spomladanskem uigravanju leta 2011 bil resen kandidat za mesto na seznamu 25-ih mož ekipe. Ekipa je verjela, da je pripravljen za vlogo rednega lovilca, s čimer bi Posadi omogočil premik na položaj imenovanega odbijalca, a jim je nova pridobitev na položaju lovilca, Russell Martin, omogočila, da so glede mladega Montera potrpežljivi. Poškodba Francisca Cervellija je ekipi omogočila, da Montera uporablja kot zamenjavo za Martina, a so se odločili, da bo Montero sezono 2011 začel na stopnji Triple-A.

### Liga MLB

#### New York Yankees
Montero je bil v ligo MLB vpoklican 1. septembra 2011. V svoji prvi tekmi je proti ekipi Boston Red Sox na stadionu Fenway Park igral v vlogi imenovanega odbijalca. V štirih odbijalskih nastopih ni zabeležil udarca v polje in bil zadet z metom, a je zabeležil ključni tek, ko ga je lovilec ekipe Russell Martin v sedmi menjavi poslal domov. V začetni postavi je na domači tekmi prvič igral 3. septembra, in sicer proti ekipi Toronto Blue Jays. V treh odbijalskih nastopih je v 6. menjavi z dvema izločitvama za eno bazo odbil svoj prvi udarec v polje. 5. septembra 2011 je na tekmi proti ekipi Baltimore Orioles odbil svoj prvi in drugi domači tek kariere, njegova ekipa pa je tekmo dobila z izidom 11:10. Montero je postal prvi 21-letni novinec, ki je na eni tekmi odbil 2 domača teka, po Mannyju Ramirezu, ki mu je to uspelo leta 1993. Svojo prvo tekmo je v vlogi lovilca Montero začel 11. septembra. 24. septembra mu je na tekmi proti večnemu rivalu, ekipi Boston Red Sox, do t. i. cikla zmanjkal le udarec v polje za tri baze. Leto je končal z odbijalskim povprečjem 0,328 in 4 domačimi teki. 

#### Seattle Mariners
Po koncu sezone 2011-12 je bil Montero skupaj z Hectorjem Noesijem v zameno za Michaela Pinedo in Joséja Camposa poslan k ekipi Seattle Mariners. Pri tekmi brez dovoljenega udarca v polje, ki jo je za Seattle 8. junija 2012 metalo 6 različnih metalcev, je bil za odbijalskim krožnikom prav Montero.